# Проклятый зоопарк
«Проклятый зоопарк» (англ. Black Zoo, дословный перевод — «Чёрный зоопарк») — американский фильм ужасов 1963 года. Премьера состоялась 15 мая.

## Сюжет
Майкл Конрад, директор зоопарка, дрессирует животных — гепардов, львов, тигров и гориллу — таким образом, чтобы они убивали любопытных людей, которые вмешиваются в его сомнительные дела…

## В ролях
- Майкл Гоф
- Джинн Купер
- Род Лоурен
- Вирджиния Грей
- Марианна Хилл — Одри